# Rebecca Ritz
Rebecca Ritz (* 30. November 1970) ist eine US-amerikanische Schauspielerin.

## Leben
Ritz wurde am 30. November 1970 als Tochter eines Lehrerehepaars geboren. Sie stammt aus Los Angeles. Als sie fünf Jahre alt war, nahm sie ihre Mutter mit an ein Filmset, wodurch ihr Berufswunsch der Schauspielerin geweckt wurde. In den 1990er Jahren verstarb ihr Vater an den Folgen einer Darmkrebserkrankung, der ebenfalls Schauspieler und Mitglied der Schauspielergewerkschaft SAG-AFTRA war. Es folgten mehrere Schauspielkurse. Sie erlangte zwei Studienabschlüsse: in Psychologie und Personalwesen sowie in Ergotherapie.
Ihre erste filmschauspielerische Erfahrung sammelte sie 2000, als sie im Musikvideo zum Lied Loser der Musikgruppe 3 Doors Down mitspielte. Ihr Filmschauspieldebüt gab sie zwei Jahre später in einer Nebenrolle in Minority Report. 2005 war sie im Musikvideo zum Lied Ordinary People des Sängers John Legend zu sehen. Bis einschließlich 2009 war sie fast jährlich in mehreren Spielfilm- und Kurzfilmproduktionen zu sehen. Nach mehrjähriger Pause vom Filmschauspiel war sie 2018 im Kurzfilm Brisé wieder als Filmschauspielerin zu sehen. 2020 wirkte sie im Musikvideo der Band The Killers in deren Song Caution mit. Im selben Jahr spielte sie auch im Musikvideo zum Lied My Own Soul’s Warning derselben Band mit. 2024 stellte sie im Tierhorrorfilm Shark Warning die Rolle der Bürgermeisterin Wendy Stuart dar.

## Filmografie (Auswahl)
- 2002: Minority Report
- 2002: Kaante
- 2003: The Empiricist
- 2004: Wally Sitch, Jr.: Private Dick
- 2004: Raspberry & Lavender: The Lavender Girl
- 2005: Walking the Walk
- 2005: Untold Stories of the ER (Fernsehserie, Episode 1x03)
- 2005: Another Day (Kurzfilm)
- 2005: Last Call (Kurzfilm)
- 2005: Believers Among Us
- 2006: Meta
- 2006: The Best Christmas Ever (Kurzfilm)
- 2006: Faith Happens
- 2007: Magdalena: Released from Shame
- 2007: Terror Toons 2
- 2009: Space Girls in Beverly Hills
- 2018: Brisé (Kurzfilm)
- 2020: The Outcoming (Kurzfilm)
- 2020: Imploding the Mirage (Kurzfilm)
- 2020: Two Little Boys (Kurzfilm)
- 2021–2024: Dhar Mann (Fernsehserie, 45 Episoden, verschiedene Rollen)
- 2022: Killer Stepmom (Fernsehfilm)
- 2022: Project 863 (Fernsehserie, Episode 4x12)
- 2022: Der letzte Klick – Tödliche Online-Begegnungen (I Met My Murderer Online, Fernsehserie, Episode 2x02)
- 2022: Coffee House Chronicles (Fernsehserie, Episode 3x05)
- 2022: Caveat Emptor (Kurzfilm)
- 2022: Dhar Mann Reactions (Fernsehserie, Episode 1x10)
- 2022: Together Forever (Kurzfilm)
- 2022: Adspicio (Kurzfilm)
- 2022: The House Sitters (Kurzfilm)
- 2022: Totally Studios (Fernsehserie, 3 Episoden, verschiedene Rollen)
- 2023: The Vampyre (Kurzfilm)
- 2023: My Rainbow Proof of Concept (Kurzfilm)
- 2023: Jenius Jayden (Fernsehserie, Episode 1x02)
- 2023: A Close Encounter (Kurzfilm)
- 2023–2024: Chasing Charlie (Fernsehserie, 4 Episoden)
- 2024: Dhar Mann Bonus (Fernsehserie, 3 Episoden, verschiedene Rollen)
- 2024: Mr. Williams’ Mistaken Missus (Miniserie)
- 2024: Sunrise Boulevard (Kurzfilm)
- 2024: Shark Warning
- 2024: Falling in Love with My Ex Husband Again (Miniserie)
- 2024: Coffee House Chronicles: The Final Movie
- 2024: His One and Only Love (Miniserie)
- 2024: The Twisted Doll (Fernsehserie, 2 Episoden)
- 2024: Summer Situationship (Miniserie)
- 2024: Love, Lies, and Alibis (Miniserie)
- 2024: Mommy, I Got You a Date (Miniserie)
- 2024: Alpha, She Wasn’t the One (Miniserie)
- 2025: Ms. Detective and Mr. Thief (Miniserie)
- 2025: I Became Mrs Grayson by Bragging (Miniserie)
- 2025: Zero Days (Kurzfilm)
- 2025: Claimed by the Alpha I Hate (Miniserie)
- 2025: How I Became the CEO’s Darling (How I Become the CEO's Darling, Miniserie)
- 2025: Rush Into Love (Miniserie)
- 2025: Baby, Please Don’t Marry Him (Miniserie)
- 2025: Returned to Make Them Pay (Miniserie)
- 2025: Falling for the Nanny (Miniserie)
- 2025: Mafia Daddy’s Surprise Sextuplets (Miniserie)
- 2025: The Alpha King & His Virgin Bride (Miniserie)
- 2025: Infertile Alphas Pregnant Mate (Miniserie)
- 2025: Justice on Trial (Fernsehserie, Episode 1x01)